# テイズバレー (ウェストバージニア州)
テイズバレー（英: Teays Valley、[ˈteɪz] TAYZ）は、アメリカ合衆国ウェストバージニア州西部にあるパットナム郡に位置する国勢調査指定地域（CDP） である。テイズバレーとスコットデポの2地区に分けられる。2010年国勢調査での人口は13,175 人だった。ウェストバージニア州にある市と同列に人口を比較した場合、テイズバレーは第12位となっている。国勢調査指定地域としては最大である。またパットナム郡の中でも最大である。ケンタッキー州とオハイオ州にも跨るハンティントン・アシュランド (ケンタッキー州)大都市圏に属している。2010年時点の都市圏人口は287,702 人だった。アメリカ合衆国行政管理予算局による2013年2月28日からの新しい都市圏の定義によって、都市圏人口は約363,000人になった。

## 地理
テイズバレーは北緯38度26分50秒 西経81度56分14秒 / 北緯38.44722度 西経81.93722度 (38.447204, -81.937324)に位置している
アメリカ合衆国国勢調査局に拠れば、領域全面積は7.3平方マイル (18.8 km2)であり、このうち陸地7.2平方マイル (18.6 km2)、水域は0.1平方マイル (0.3 km2)で水域率は1.34%である
テイズバレーという名前の中にある「バレー」は、氷河期前のテイズ川の名残となっている場所のことである。今日、バレーの水は多くのクリークを流れ、カノー川とマッド川に合流する。

## 人口動態
以下は2000年の国勢調査による人口統計データである。
| 基礎データ - 人口: 12,704 人 - 世帯数: 4,789 世帯 - 家族数: 3,749 家族 - 人口密度: 668.3人/km2（1,730.0 人/mi2） - 住居数: 5,062 軒 - 住居密度: 266.3軒/km2（689.3 軒/mi2） 人種別人口構成 - 白人: 96.39% - アフリカン・アメリカン: 0.94% - ネイティブ・アメリカン: 0.11% - アジア人: 1.59% - 太平洋諸島系: 0.02% - その他の人種: 0.25% - 混血: 0.70% - ヒスパニック・ラテン系: 0.77% | 年齢別人口構成 - 18歳未満: 27.2% - 18-24歳: 6.4% - 25-44歳: 29.8% - 45-64歳: 24.1% - 65歳以上: 12.4% - 年齢の中央値: 38歳 - 性比（女性100人あたり男性の人口） - 総人口: 92.0 - 18歳以上: 87.6 世帯と家族（対世帯数） - 18歳未満の子供がいる: 39.6% - 結婚・同居している夫婦: 67.3% - 未婚・離婚・死別女性が世帯主: 9.0% - 非家族世帯: 21.7% - 単身世帯: 19.1% - 65歳以上の老人1人暮らし: 7.6% - 平均構成人数 - 世帯: 2.62人 - 家族: 3.00人 | 収入と家計 - 収入の中央値 - 世帯: 53,053米ドル - 家族: 62,711米ドル - 性別 - 男性: 52,083米ドル - 女性: 27,036米ドル - 人口1人あたり収入: 24,236米ドル - 貧困線以下 - 対人口: 8.1% - 対家族数: 6.5% - 18歳未満: 9.6% - 65歳以上: 8.0% |

## 消防署

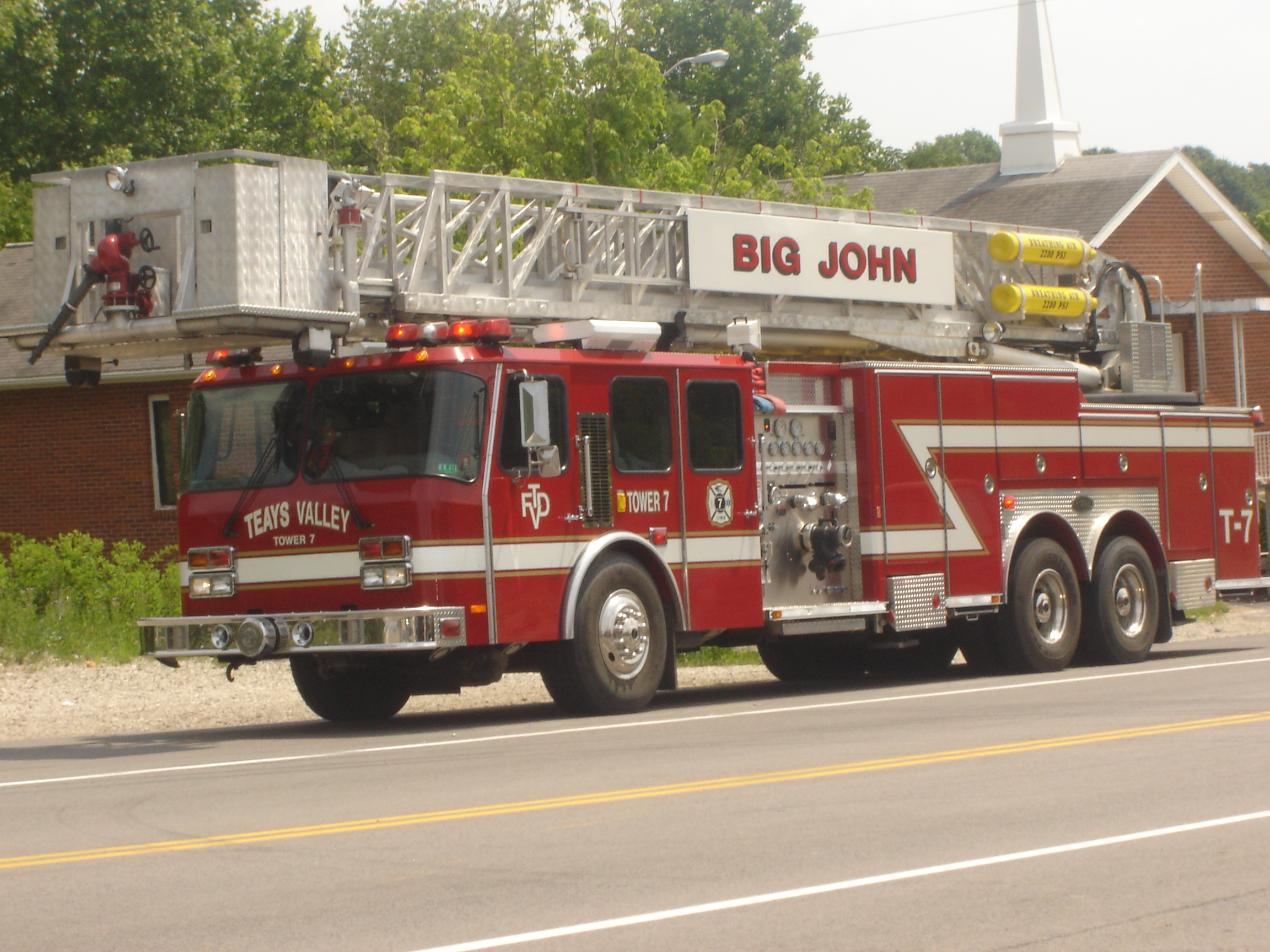
テイズバレー消防署の消防車

テイズバレー地域は主にテイズバレー消防署が守っている。1864年にスコット/テイズ・ライオンズクラブが全員ボランティアの組織として設立した。2013年3月、有給職員を一群のボランティアで補う1日24時間週7日稼働の組み合わせ消防署となった。

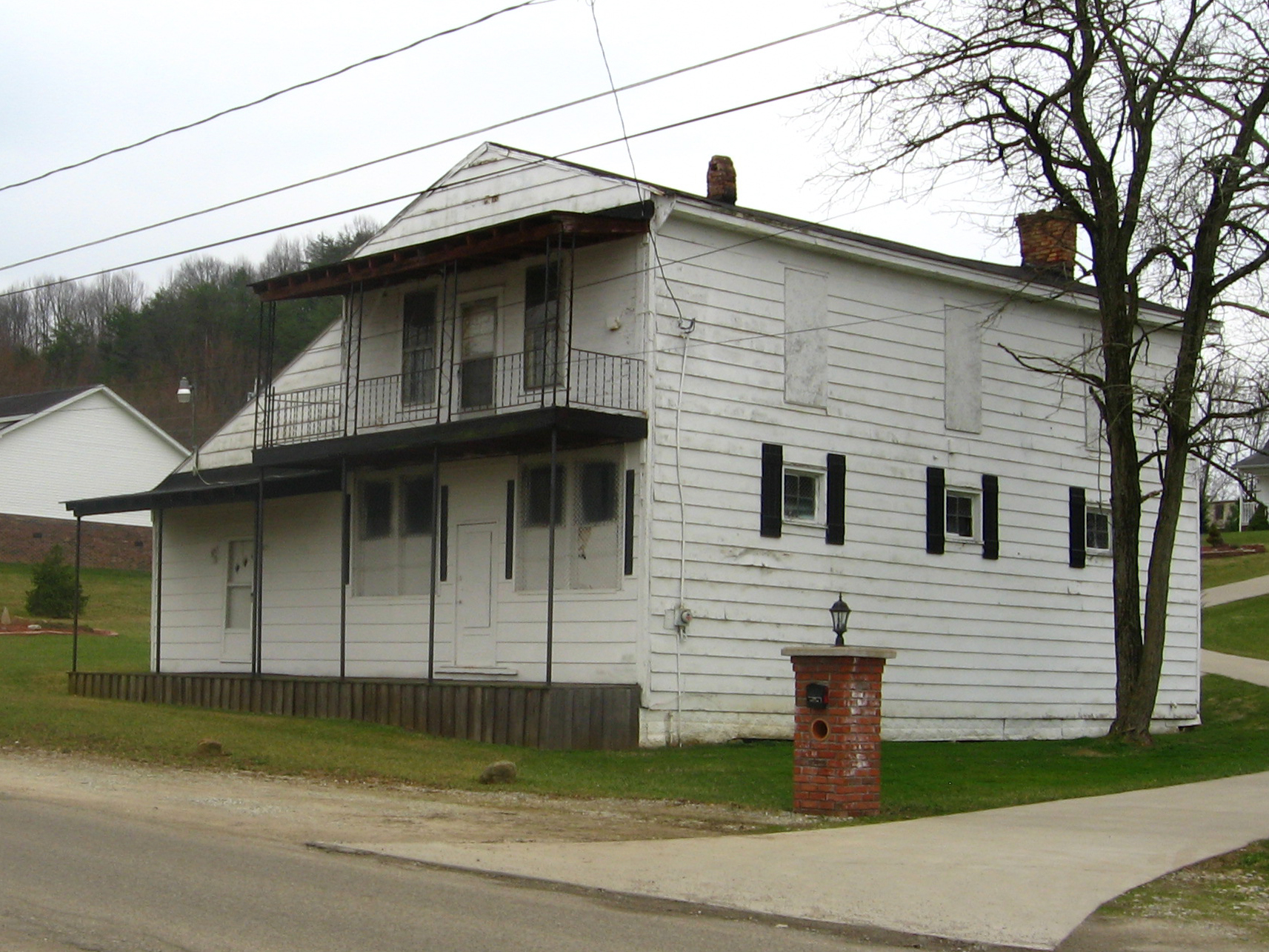
テイズバレーのテイズ地域にある旧駅舎

## 教育
パットナム郡教育学区がテイズバレーの公立学校を運営している。地域の公立学校に通う高校生は、ハリケーンのハリケーン高校と、ウィンフィールドのウィンフィールド高校に分かれることになる。
私立の幼稚園から12年生までを教える学校として、テイズバレー・クリスチャン学校がある。
ウエストバージニア国際学校は日本語の週末学校であり、スコットデポにあるスコット・テイズ小学校で授業を行っている。この学校の事務所はチャールストン市のウェストバージニア州教育省施設第6棟に入っている。